# Русакова, Марина Александровна
Мари́на Алекса́ндровна Русако́ва (род. 18 октября 1961, Ленинское, Еврейская автономная область) — советская и российская театральная актриса, заслуженная артистка России (1998), народная артистка России (2006), артистка Белгородского драматического театра имени М. С. Щепкина.

## Биография
Родилась 28 октября 1961 года в посёлке Ленинское (Еврейская АО). Детство прошло в Лиепае.
Окончила курс Воронежский Государственный институт искусств, курс мастера Тополаги Виолетты Владимировны.

### Роли
- 1986 — «Вера»
- 1992 — «Полёт ночной бабочки»

### Театральные работы
- Надежда («Вся надежда» М. Ронтина);
- Марта-Изабелла («Деревья умирают стоя» А. Кассоны);
- Стелла («Трамвай «Желание» Т. Уильямса);
- Сюзанна («Безумный день, или Женитьба Фигаро» П. Бомарше);
- Мадлена Бежар («Кабала святош» М. Булгакова);
- Наталья Петровна («Месяц в деревне» И. Тургенева);
- Синьора Капулетти («Ромео и Джульетта» У. Шекспира);
- Москалёва («Прощальная гастроль князя К.» по повести Ф. Достоевского «Дядюшкин сон»);
- Ольга («Три сестры» А. Чехова);
- Огудалова («Бесприданница» А. Островского);
- Шарлотта («Старинная лампа» П. Барийе и Ж.-П. Греди);
- Роксана Обертэн («Самая-самая» Ф. Дорэн);
- Элинор («Лев зимой» Д. Голдмена).

## Награды
- 1998 — присвоено звание «Заслуженная артистка РФ».
- Четырежды лауреат Областной театральной премии имени М. С. Щепкина.
- 2003 — Дипломант Четвёртого Международного театрального фестиваля «На Волге» (г. Тольятти, за роль Шарлотты в спектакле «Старинная лампа»).
- 2006 — присвоено звание «Народная артистка РФ».